# Paruline trifasciée
Basileuterus trifasciatus
Espèce
Répartition géographique
Statut de conservation UICN

 LC  : Préoccupation mineure
La Paruline trifasciée (Basileuterus trifasciatus) est une espèce de passereaux appartenant à la famille des Parulidae.

## Distribution
La Paruline trifasciée se trouve dans le sud de Équateur et l'ouest du Pérou.

## Systématique
Deux sous-espèces sont reconnues par le Congrès ornithologique international (2015) :
- B. t. nitidior Chapman, 1924 ;
- B. t. trifasciatus Taczanowski, 1880.

## Habitat
Cette paruline habite divers habitats. On la trouve dans les forêts humides des piedmonts et des montagnes, les forêts ripariennes dans les forêts sèches, les fourrés le long des cours d'eau, les clairières et les forêts secondaires bien développées pourvues d'un sous-bois dense. Elle fréquente les élévations entre 500 m et 3 000 m.